# Teuto Airways Germany
Teuto Airways Germany AG (Abkürzung: TAG) war eine von Ende 1997 bis 2000 unter diesem Namen tätige deutsche Fluggesellschaft, die in Büren-Ahden am Flughafen Paderborn/Lippstadt beheimatet war.

## Geschichte
Teuto Airways Germany AG war eine Abspaltung des Hubschrauberunternehmens Teuto Air Lufttransporte GmbH und im Luftfrachtgeschäft tätig. Hauptkunde der Gesellschaft war das Computerunternehmen Siemens Nixdorf, für das man nächtliche Luftfrachtflüge nach London-Luton durchführte.
Zum Einsatz kam anfänglich für einige Monate eine gemietete Let L-410, ab März 1998 dann eine Short 330-200 mit einer Frachtkapazität von 2,6 Tonnen. Im Sommer 1999 schloss Teuto Airways Germany AG ein Kooperationsabkommen mit der englischen Frachtgesellschaft Channel Express. Ab Ende 1999 setzte Teuto Airways Germany AG für ihre nächtlichen Frachtflüge nach England eine Fairchild SA-227AC Metro III der deutschen Regionalluftverkehrsgesellschaft OLT ein, die mit dieser Maschine tagsüber die Passagierlinie vom Flughafen Paderborn/Lippstadt nach Berlin bediente.
Am 10. März 2000 übernahm die Teuto Airways Germany AG diese Linienflüge der OLT und stieg damit in den Passagierlinienverkehr ein. Die Gesellschaft firmierte neu unter dem neuen Namen TAG City Air AG, ab Herbst 2001 dann als City-air Germany AG.